# Seyoum Tsehaye
Seyoum Tsehaye is een Eritrees leraar Frans, journalist en fotograaf.

## Studie en loopbaan
Tsehaye studeerde Frans in Ethiopië. Tijdens de Eritrese Onafhankelijkheidsoorlog van Ethiopië was hij guerrillastrijder.
Na de onafhankelijkheid begin jaren negentig werd hij directeur van de Eritrese staatstelevisie en vervolgens van de radio. Uit protest tegen de autoritaire leiding van president Isaias Afewerki nam hij ontslag en ging hij aan de slag voor de onafhankelijke media.

## Arrestatie
In mei 2001 publiceerde een groep van 15 kabinetsleden, later de G15 genoemd, een open brief aan de regering van Eritrea waarin ze democratische hervormingen eisten en een grondig onderzoek naar de gebeurtenissen die hadden geleid tot de terugkerende oorlog met Ethiopië. De brief werd gepubliceerd in de vrije pers.
Op de aanslagen op 11 september 2001 in de Verenigde Staten reageerde de regering door alle burgerlijke vrijheden drastisch in te perken onder het voorwendsel van antiterrorismewetgeving. Van de G15-politici waren er elf opgepakt, evenals veertien andere kranteigenaren, redacteuren en journalisten. Tsehaye werd aan het eind van september opgepakt in de hoofdstad Asmara. Andere opgepakte journalisten waren bijvoorbeeld Dawit Isaak en Fesshaye Yohannes.

## Onderscheiding
In 2007 werd Tsehaye door de Verslaggevers Zonder Grenzen uitgeroepen tot Verslaggever van het Jaar. Op dat moment had nog geen enkel familielid toestemming gekregen hem in de gevangenis te bezoeken.